# Міллертон (Пенсільванія)
Міллертон (англ. Millerton) — переписна місцевість (CDP) в США, в окрузі Тайога штату Пенсільванія. Населення — 318 осіб (2020).

## Географія
Міллертон розташований за координатами 41°59′12″ пн. ш. 76°56′23″ зх. д. / 41.98667° пн. ш. 76.93972° зх. д. (41.986791, -76.939657).  За даними Бюро перепису населення США в 2010 році переписна місцевість мала площу 2,22 км², уся площа — суходіл.

## Демографія
Згідно з переписом 2010 року, у переписній місцевості мешкало 316 осіб у 132 домогосподарствах у складі 90 родин. Густота населення становила 142 особи/км².  Було 150 помешкань (68/км²).
Расовий склад населення:
| - 97,2 % — білих - 0,6 % — чорних або афроамериканців - 0,6 % — азіатів |

До двох чи більше рас належало 1,6 %. Частка іспаномовних становила 0,0 % від усіх жителів.
За віковим діапазоном населення розподілялося таким чином: 19,3 % — особи молодші 18 років, 60,1 % — особи у віці 18—64 років, 20,6 % — особи у віці 65 років та старші. Медіана віку мешканця становила 47,0 року. На 100 осіб жіночої статі у переписній місцевості припадало 107,9 чоловіків;  на 100 жінок у віці від 18 років та старших — 110,7 чоловіків також старших 18 років.
Середній дохід на одне домашнє господарство  становив 51 433 долари США (медіана — 47 045), а середній дохід на одну сім'ю — 58 746 доларів (медіана — 54 107). За межею бідності перебувало 11,5 % осіб, у тому числі 12,9 % дітей у віці до 18 років та 0,0 % осіб у віці 65 років та старших.
Цивільне працевлаштоване населення становило 123 особи. Основні галузі зайнятості: освіта, охорона здоров'я та соціальна допомога — 34,1 %, виробництво — 19,5 %, публічна адміністрація — 8,9 %, науковці, спеціалісти, менеджери — 6,5 %.